# 早稲田大学高等学院・中学部

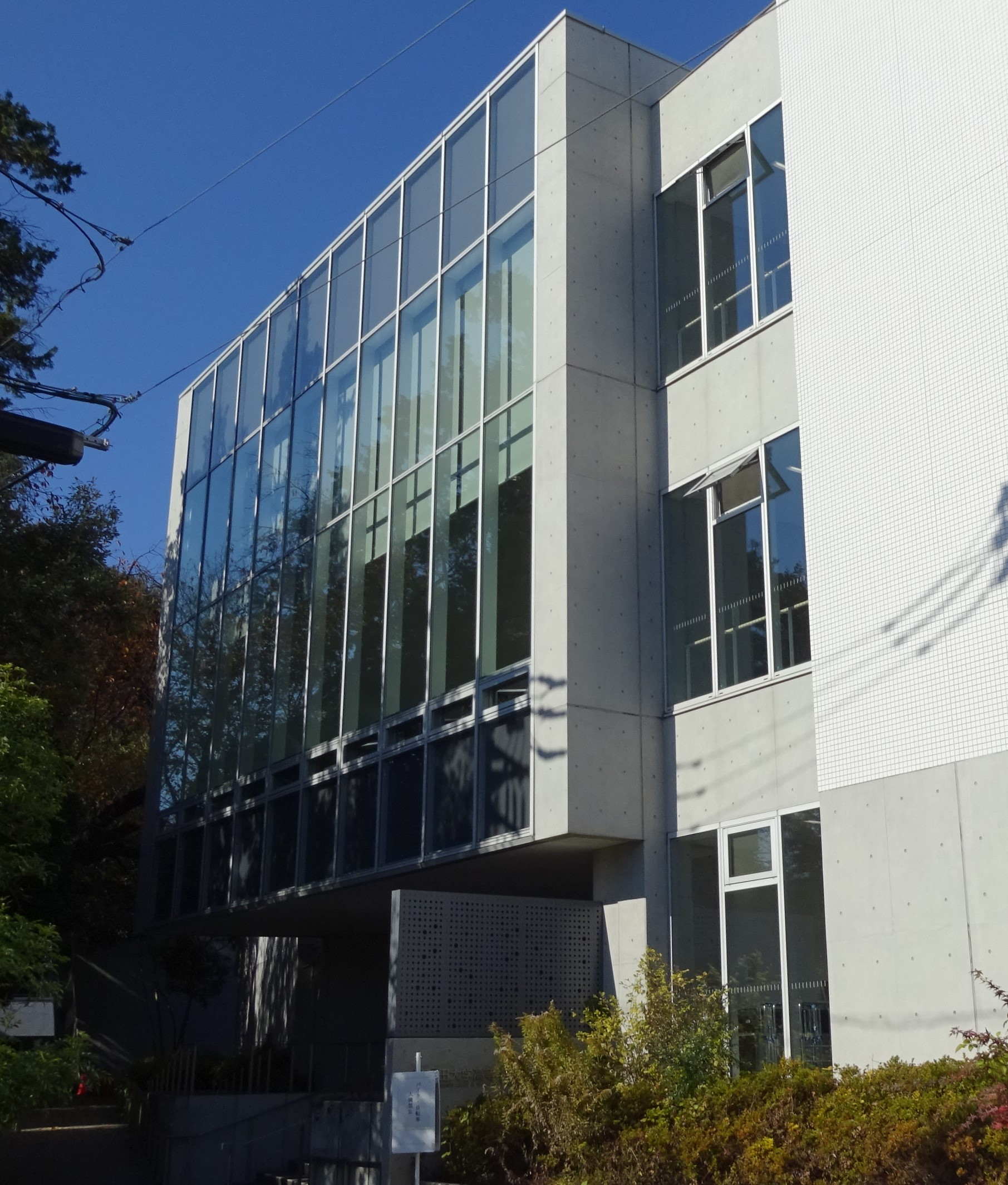
南門付近

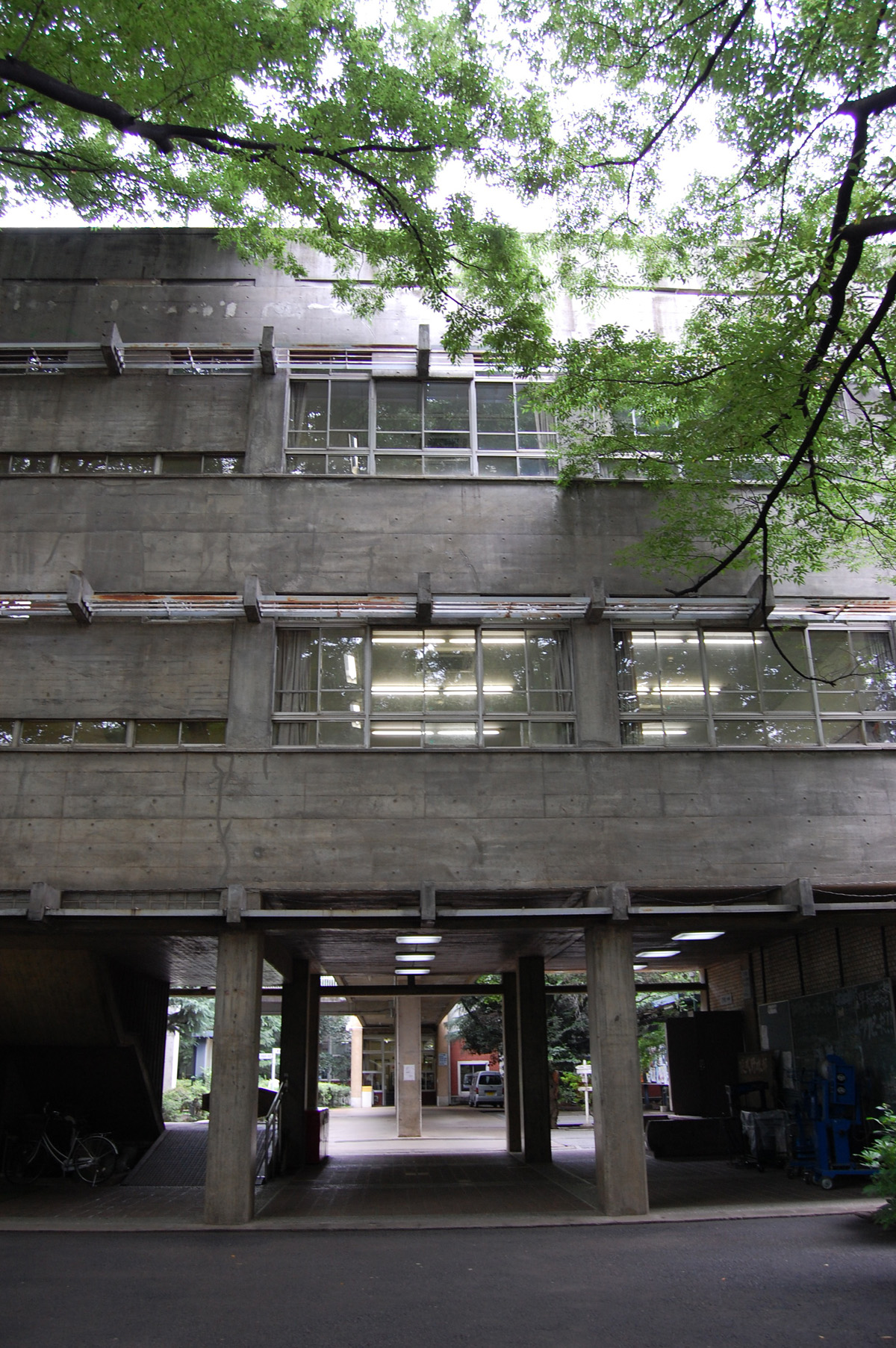
2007年当時の校舎外観。中学部開校に伴い、大半の校舎が建て替えられている。

早稲田大学高等学院・中学部（わせだだいがく こうとうがくいん・ちゅうがくぶ、英語: Waseda University Junior and Senior High School）は、東京都練馬区上石神井に所在し、中高大一貫教育を提供する私立男子中学校・高等学校。
高等学校において、中学校から入学した内部進学の生徒と高等学校から入学した外部進学の生徒との間で、混合してクラスを編成する併設混合型中高一貫校。
設置者は学校法人早稲田大学。略称は「早大学院」「学院」「早高院」など。
本項では1920年から1949年まで存在していた旧制早稲田大学早稲田高等学院（きゅうせいわせだだいがくわせだこうとうがくいん）についても述べる。

## 概要

### 成り立ち
前身は、1899年開設の東京専門学校高等予科である。早稲田大学直属の附属校として設置された最初の学校である。
設立の源流は、早稲田大学の前身東京専門学校の時代に置かれた予科にまで遡る。最初に置かれていた予科は、本科入学希望者への1年の予備教育であり（1883年 - 1886年）、2年後新規に設置された予科は高等小学校卒業者を対象に募集したが、折悪く大隈重信が爆弾テロに遭うなどの諸事情で学校の運営に支障が出たことで、学校再建策の一環で廃止されている（1888年 - 1891年）。1899年に誕生した、中等学校卒業者を対象とする高等予科をもって、現在の高等学院の前身とみることができよう。1902年には東京専門学校が「早稲田大学」に改称、1908年には理工科（現：理工学部）設置とともに、理科の高等予科も開かれた。
1920年、早稲田大学の大学令による大学昇格に伴い、高等予科も大学予科としての内容の充実が図られ、「早稲田大学早稲田高等学院」と改められた（現在の早稲田大学戸山キャンパス内）。1922年より高等学院を中学校4年修了者対象の第一高等学院（戸山、3年制）と中学校卒業者対象の第二高等学院（大学構内、2年制）に分離し、戦後の学制改革まで2校体制を維持した。戦前期、早稲田大学の学部に入学するには、中等教育終了後、第一・第二いずれかの高等学院で予備教育を受ける必要があった。
学制改革で旧制から新制に転換する際、旧制高等学校のように新制大学の教養部や各学部に再編されるのではなく、従来の実績を踏まえながら、大学の中核となる学生を育成する附属の高等学校として生まれ変わり、現在に続いている。1949年、新制早稲田大学附属早稲田高等学院が発足、1950年、早稲田大学高等学院に改称。1956年、上石神井に移転。2010年、早稲田大学高等学院中学部を新設開校。

### 組織
早稲田大学直属の附属校であり、学部・大学院と同等という位置付けである。卒業生は原則として全員が早稲田大学に進学できる。早稲田大学の附属校として他に早稲田大学本庄高等学院がある。また、早稲田大学の附属高校（高等学院と本庄高等学院）は他の系属校に比べて大学への進学枠が多い傾向があり、ほとんどの学院生は希望の学部へ進学する。
なお、早稲田大学は、学校法人早稲田大学とは法人格を分けて運営する以下の系列学校を「系属校」と称している。
- 早稲田中学校・高等学校
- 早稲田実業学校
- 早稲田渋谷シンガポール校
- 早稲田摂陵高等学校
- 早稲田佐賀中学校・高等学校

高等学院は旧制以来の伝統を受け継ぐ大学直属の高校として、高大一貫教育を掲げている。
早稲田大学の一箇所という位置付けのため、高等学院の生徒証は大学・大学院の学生証とほぼ同じものであり、早稲田大学図書館での入館証・利用者カードとして用いることができる。校地・校舎についても大学の一部という扱いであり、大学の他キャンパス（1号館から始まる早稲田キャンパス、30号館から始まる戸山キャンパス、51号館から始まる西早稲田キャンパス）に倣い、建物には通し番号（70号館から始まる校舎番号）が割り振られている。

### 校風
制服として学生服が存在しているが、高校のみ私服通学との選択制である。下駄、サンダル、半ズボンでの通学が禁止されている他には、特別に校則はない。毎日のホームルームはなく、清掃は大学同様に専門業者が行う。なお、中学部はショートホームルームと簡易的な清掃を行う。

### 中学部
早稲田大学初の直系附属中学校となる高等学院中学部を、2010年度に新設することが2008年7月19日に正式発表された。中学部を含む高等学院新校舎の着工は同年8月とし、生徒数は1学年4クラスの120人とされた。また、中学部初の入学者を迎える2010年度から高校募集枠を480人に、2010年度入学の中学部生が高校1年になる2013年度からは360人に減らし、中高全体で1800人の定員を保持することとした。

### 校地の由来
上石神井の現校地は、1477年（文明9年）に太田道灌が石神井城攻めの際に築いた陣城と伝承の残る愛宕山塁の跡に当たる。平成4年に学校施設建て替えのために発掘調査が行われ、コの字形の堀が発見された。愛宕山城から石神井川を挟んで約700ｍ離れた岡に石神井城がある。愛宕山城は、立地から見て石神井川源流や南方台地を監視するためにまずは石神井城の支城として築かれたと考えられ、のちに石神井城を包囲した太田道灌の陣城として再利用したと推測される。
当地には1929年（昭和4年）に大正大学の前身の一つである智山中学校・智山専門学校が京都から移転し、1943年（昭和18年）まで置かれた。戦後、東京外事専門学校（現：東京外国語大学）が戦災で失われた校舎の代替として智山中学校の一部を借用し、1949年（昭和24年）まで使用した。高等学院も上石神井移転直後は智山中学校の一部校舎を継続して使用した。

### 教育理念
早稲田大学の一員として、早稲田大学建学の精神に基づく。
なお、大学の一箇所であるため、校歌は大学と同じ「都の西北」である。また、応援歌も大学と同じ「紺碧の空」である。

## 教育

### カリキュラム
旧制以来の伝統として第二外国語が必修であり、ドイツ語・フランス語・ロシア語・中国語のいずれかを1年次より履修する。中学部の生徒は3年次よりドイツ語・フランス語・ロシア語・中国語を3ヶ月ずつ学習し、それらを参考に高等学院での第二外国語を選択する。
2005年度より開始された総合的な学習の時間では、2年次には学術研究の手法やプレゼン、引用手法を学習し、3年次には個人で決定したテーマについて12,000字程度の卒業論文の執筆が課されることとなった。卒業論文については、早稲田大学進学のための条件となっている。

### 進級・進学
高等学院を卒業し、所定の基準を満たせば早稲田大学への内部進学が原則として保証される。その基準は期末試験・学年末試験等で然るべき成績を修めること、出席日数を満たすことなどが定められている。成績は各科目100点満点で表され、50点未満は赤点となる。なお、6単位分以上の赤点を取った場合や、一年間の総合平均が60点を下回った場合、所定の出席日数を満たさなかった場合などは留年（原級留置）となるとされるが、学習指導要領の改訂や授業時間数の変更などに伴い随時基準は変更されている。

### 課業
始業時刻は8時40分（中学部は8時30分）である。なお、一時期のみ学習指導要領の改訂により1年生と2年生は10時40分始業の日が存在したが、新カリキュラムへの移行に伴い2013年度以降は再び同時刻に始業となった。
授業の1コマは50分、終業時刻は15時である。先述の通り高校では毎日の始業時、終業時のホームルームは行われず、週1回、1コマを充当してロングホームルームが行われる。また、土曜日は4コマの授業のみで終業する。

### 特色
2006年度から2017年度までは文部科学省のスーパーサイエンスハイスクールに、2014年度から2018年度まではスーパーグローバルハイスクールに指定されていた。

## 日本医科大学への進学
日本医科大学と「高大接続連携に関する協定」を締結しており、2名の医学部推薦枠が設けられている。

## 入試

### 中学入試
募集定員は男子120人、入試科目は、国語・算数・社会・理科の4科目、面接（本人のみ、グループ）で合否が判定される。

### 高校入試
自己推薦と一般入試の2種類がある。
- 自己推薦では、募集定員は男子約100人（100人を目安に選考）。自己推薦書類（問に回答する形の調査書、中学校作成の調査書、活動記録など）を基にした個別面接で合否が判定される。
  - 個人面接では生徒1人に対して3人の教員が面接を担当する。面接時間は30分間。
  - 中学校3年次第2学期の学期成績が、9教科合計（5段階評価）で40以上であることが受験条件。
- 一般入試では、募集定員は男子260人、入試科目は、英語・数学・国語・小論文で合否が判定される。一般入試の試験日は2月11日、合格者発表日は2月15日である。試験は高等学院ではなく、早稲田大学早稲田キャンパスにて実施される。また合格者発表は掲示は行われず、早稲田大学WEBサイトのみで行われる。

## 沿革

### 高等予科時代

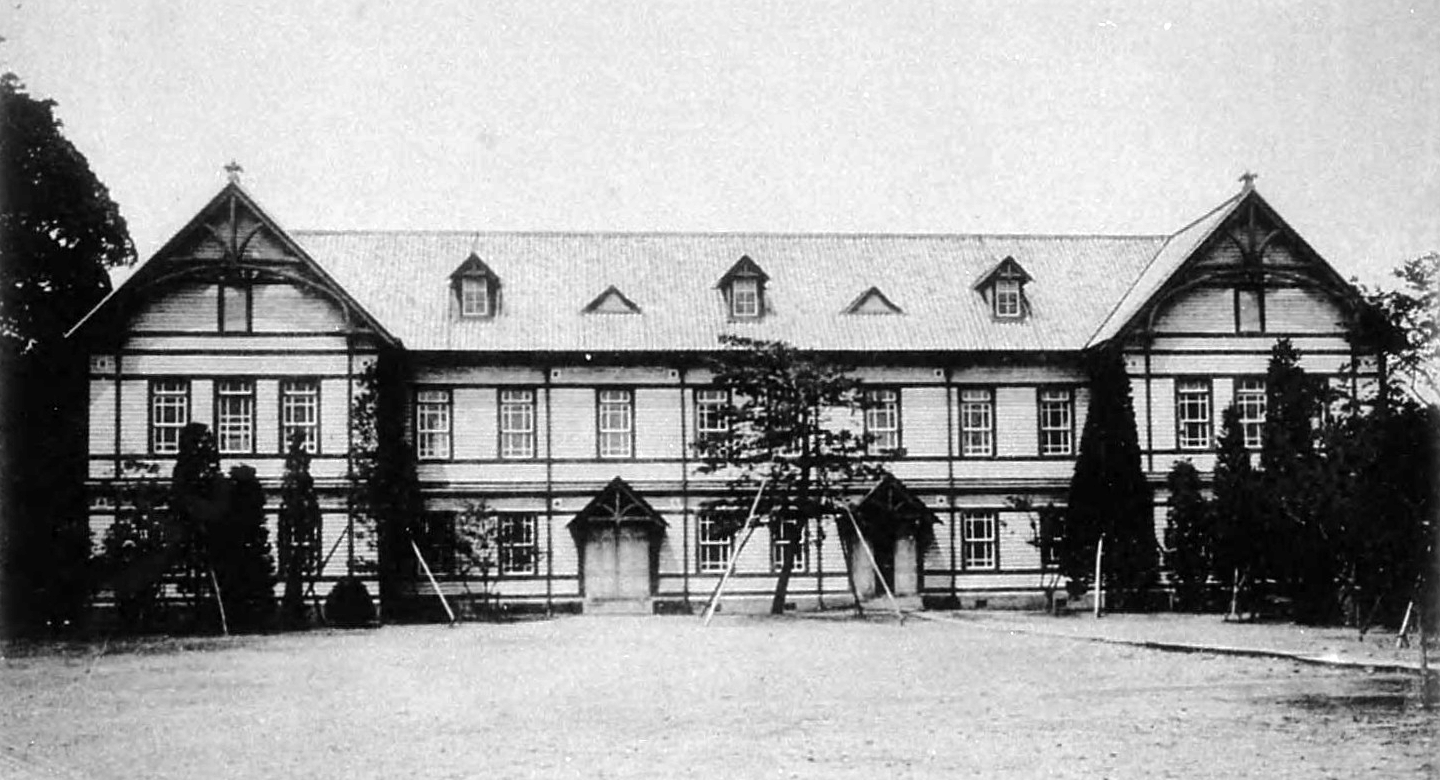
高等予科校舎（1903年頃）

- 1899年（明治32年）- 東京専門学校、英語政治科および文学部文学科・史学科に高等予科を設置。
- 1900年（明治33年）- 高等予科を一旦廃止し、改めて大学部の予備門に位置付けて新しく設置する（修業年限1年半）。
- 1903年（明治36年）- 第一（政治経済学科）、第二（法学科）、第三（文学科および高等師範部）、第四（商科）高等予科に分けられる。
- 1907年（明治40年）- 高等師範部のための第五高等予科が、第三高等予科より分離して発足。
- 1908年（明治41年）- 第五高等予科、学内の制度変更により、新設された理工科併置となる。
- 1916年（大正5年）- 「第○」高等予科の名称を、高等予科「第○部」に改める。
- 1917年（大正6年）- 修業年限を2年に延長。
- 1918年（大正7年）- この年より中学校卒業者に入学試験を課す。

### 旧制高等学院（大学予科）時代
| 早稲田大学早稲田高等学院（旧制） | 早稲田大学早稲田高等学院（旧制）                 |
| -------------------------------- | ------------------------------------------------ |
| 創立                             | 1920年                                           |
| 所在地                           | 東京府東京市牛込区                               |
| 初代学院長                       | 中島半次郎                                       |
| 廃止                             | 1949年                                           |
| 後身校                           | 早稲田大学。校地は早稲田大学高等学院として継承。 |
| 同窓会                           | https://wasedash.jp                              |

- 1920年（大正9年）- 早稲田大学高等予科を早稲田大学附属早稲田高等学院に改め、当時の東京府東京市牛込区戸山町（現：早稲田大学戸山キャンパス）に開校。
- 1921年（大正10年）- 高等学院を第一部（3年制・文科と理科）・第二部（2年制・文科のみ）の2部制にする。
- 1922年（大正11年）- 第一部・第二部をそれぞれ第一早稲田高等学院・第二早稲田高等学院に改組。第一高等学院は戸山、第二高等学院は大学構内に置かれた。

- 第一早稲田高等学院
- 第二早稲田高等学院
- 第一高等学院の講義風景

- 1945年（昭和20年）- 空襲により戸山の第一高等学院校舎全焼。千葉県佐倉町（当時）の連隊跡地への移転が検討されたが、翌1946年（昭和21年）に断念した。
- 1949年（昭和24年）- 第一・第二高等学院、最後の修了式を挙行、修了生は4月開校の新制学部の第3学年に進学し、第1・2学年修了生はそれぞれ新制学部の第1・2学年に移行。

### 新制高等学院時代

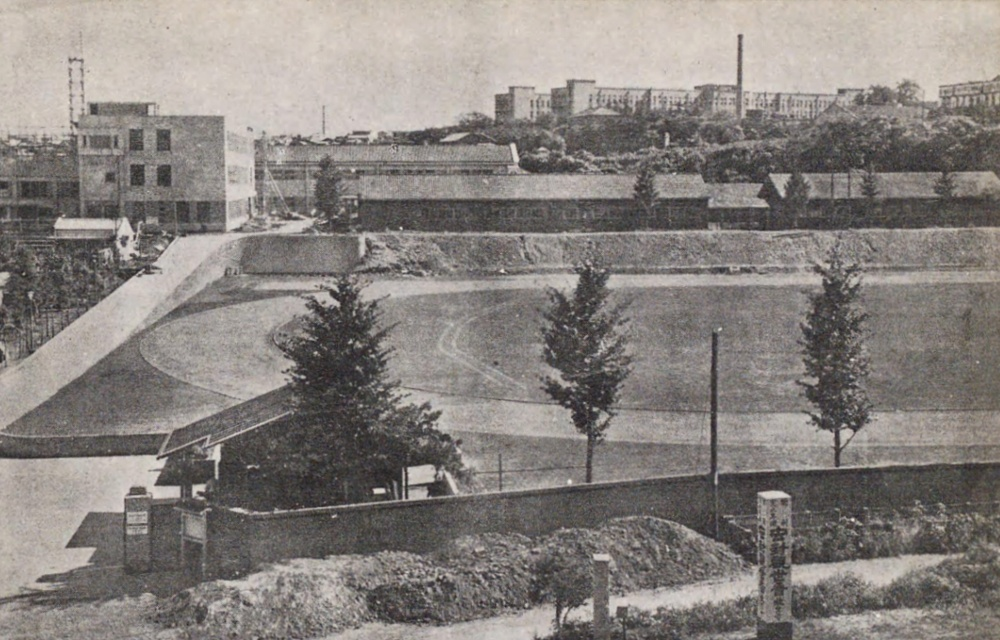
戸山キャンパス（1952年）

- 1949年（昭和24年）- 学校教育法に基づく新制高等学校として、早稲田大学附属早稲田高等学院が発足。
- 1950年（昭和25年）- 早稲田大学高等学院へ改称。
- 1956年（昭和31年）- 現校地である練馬区上石神井の地に移転、現在に至る。同地は旧智山学園から大学が1954年に購入。
- 2010年（平成22年）- 早稲田大学高等学院中学部を新設開校。
- 2014年（平成26年）- 第二期改築工事が終了し、講堂および体育施設棟が完成。

## 課外活動

### 部活動
漕艇部（ボート部）は1993年の全国選抜で舵手付きフォアで優勝、夏のインターハイでも3位入賞した（翌1994年にも全国選抜で4位になり、2006年に12年ぶりに全国選抜4位となった）。また、2007年に行われた秋田わか杉国体に12年ぶりに出場し入賞、2012年東京国体で東京選抜として舵手付きクォードとダブルスカル（本所高校との混成）の2種目で優勝した。新制高等学院の開校の年から存在する部活動である。
弓道部は、2006年に個人競技で、2011年に団体競技でインターハイに出場。全国選抜大会には2009年に個人競技で、2015年、2016年に団体競技でそれぞれ出場するなど、東京都トップレベルの実力を有する。2013年には関東個人大会で優勝、2015年には東日本大会で団体ベスト8に進出した。
ヨット部は2001年から2006年までの6年連続で国体東京都少年男子FJ級代表に選ばれている。
軟式野球部は全国屈指の強豪校として全国大会に度々出場し、2010年度の秋季関東大会ベスト16。
2013年度には、春季関東大会準優勝・全国大会ベスト8、国体準優勝を果たした。
2014年度には、春季関東大会ベスト4・全国大会ベスト16。
2016年度には、秋季関東大会ベスト16・春季関東大会ベスト4・全国大会準優勝・国体準優勝を果たした。
2017年度には、秋季関東大会ベスト8・春季関東大会ベスト8・全国大会ベスト8・国体ベスト8を果たし、また秋春夏東京3連覇も達成している。
2019年度には秋季関東大会ベスト16・全国大会ベスト16。
2021年度には春季関東大会ベスト16。
2022年度には春季関東大会ベスト16・全国大会ベスト16。
2023年度には秋季関東大会ベスト16・春季関東大会ベスト8を果たした。
硬式野球部は2010年(第92回)、2023年(第105回）全国高等学校野球選手権西東京大会でベスト4になっている。

### 有志の活動
- 生徒自身の手による課外活動（高等学院では「科外活動」と称される）が盛んであり、その代表例が、2000年に生徒有志によって発足した「環境プロジェクト」である。環境プロジェクトは、年2回行われている「高校生環境フォーラム」の中心的な存在であるだけでなく、2002年には「高校生環境連盟」を発足させ、活動の幅を広げている。
- 同校では、他校の生徒会執行部に相当する「中央幹事会」が活動を行っている。2016年度までは中央幹事会が中心となり、他校の高校生を招いた「招待討論会」を年に一回実施していた。また、青山学院高等部・日本女子大学附属高等学校の各校生徒会と合同で「WAN」と呼ばれる、大学付属校の高校生を中心とした討論会の運営の中心を担っていた。
- 年1回発行で、学校生活に関する特集やアンケートなどが組まれる『学院雑誌』（「学雑」とも）は約70年の歴史を有し、教員からは存在意義が疑問視されているものの、生徒らの手によって作成され続けている。企画立案から記事執筆、DTPデザイン、予算執行に至るまですべて生徒の手によって行われる。校内誌としての規模やクオリティは日本一と目され、高校生の域を逸脱している。学内図書館では第1号からのバックナンバーを読むことができる。
- 2005年、TBS系列で放映されたテレビ番組「学校へ行こう!MAX」での企画「文舞両道フリツケ甲子園（2005年9月6日O.A.）」においては、有志がダンスユニット「早稲6（ワセシックス）」を結成。

#### クラブ（体育部門）
ボート部（漕艇部）、ラグビー部、水泳部（水球部門）、水泳部（競泳部門）、サッカー部、バレーボール部、バスケットボール部、軟式庭球部、硬式庭球部、軟式野球部、硬式野球部、グランドホッケー部、競走部、卓球部、柔道部、剣道部、弓道部、ハンドボール部、ヨット部、米式蹴球部、ワンダーフォーゲル部、空手部、フェンシング部、ゴルフ部、スキー部、バドミントン部、洋弓部、つり同好会、吹奏楽部

#### クラブ（文化部門）
語学部英語班、語学部仏語班、理科部生物班、理科部物理班、理科部化学班、理科部地学班、美術部、グリークラブ、写真部、演劇部、映画研究部、雄弁部、鉄道研究部、ラス・ギタルラス、将棋部、囲碁部、フォークソング部、室内合奏団、漫画研究会、コンピューター研究部、文芸同好会、ジャグリング部、ロシア語同好会、歴史探究同好会

#### 中学部のクラブ活動
野球部、サッカー部、バレーボール部、バスケットボール部、剣道部、語学部、理科部、グリークラブ、吹奏楽部、鉄道研究部、コンピュータ研究部

## 行事
高等学院の主な行事は「学院祭」・「体育祭」・「学芸発表会」である。学年別の校外学習がある。

## その他
- プールは、2010年ごろまでは存在していたが、体育の授業で使わないことと、管理に手間がかかることから取り壊され、現在はハンドボールコート（北側）になっている。また、この取り壊しは水泳部（水球・競泳）の2つの部活が存在しているのにもかかわらず学校の判断で行われた。
- 現在、水球部は早稲田大学戸山キャンパスの高石記念プールと、所沢キャンパスの早稲田大学アクアアリーナを大学側から借りて練習を行っている。競泳部門も一応は残っているが、練習は行っていない。各自部員はスポーツクラブに所属し、大会だけ高等学院の名前を冠して出場するのみである。
- また、大学の施設を借りて練習を行っている部活は他にアメフト部、グランドホッケー部が挙げられるが、どちらも早稲田大学東伏見キャンパスである。
- 時々、教員の学会出席などのために授業が休みとなることがある。通常これを大学では休講というが、本学院では代講という。
- 運動系の部のチーム名がほぼ全て「Big Bears」なのは、「Big Bear」→「大きい熊」→「大熊」→「大隈」と創立者大隈重信にかけていると言われている。この名称は、大学での運動系の部活やサークルでも用いられることが多い。
- 最寄りバス停は「早稲田高等学院」。車内案内の英語表示は「WASEDA KOTOGAKUIN Sr.high.&Jr.high.」と中高併設である旨が分かるようになっていたが、2019年4月の内容更新により「Sr.high.&Jr.high.」表記は消滅した。

## 交通アクセス
出典 : 
電車
- 西武新宿線「上石神井駅」から徒歩7分

バス
| 運行事業者        | 乗車駅     | 系統                         | 下車停留所         |
| ----------------- | ---------- | ---------------------------- | ------------------ |
| 西武バス          | 上石神井駅 | 泉35-1・泉35-2・泉35-3       | 「早稲田高等学院」 |
| 西武バス          | 吉祥寺駅   | 吉60・吉60-1・吉60-2・吉60-3 | 「早稲田高等学院」 |
| 西武バス 関東バス | 西荻窪駅   | 西03                         | 「早稲田高等学院」 |